# Kermia euzonata
Kermia euzonata is een slakkensoort uit de familie van de Raphitomidae. De wetenschappelijke naam van de soort is voor het eerst geldig gepubliceerd in 1897 door Hervier.